# 柿辰丸
柿 辰丸（かき たつまる、1962年10月14日 - ）は、日本の俳優。ひろしまイベント参加隊代表。広島県広島市出身。元悪役商会所属(1993年 - 2011年2月23日)。身長171cm、体重80kg。血液型AB型。

## 来歴
- 1993年、悪役商会新人養成4期生として入団。以後、悪役商会レギュラーメンバーとして活躍。
- 2007年3月31日、芸能活動を一旦休止。公式ホームページでは「凍結」という表現を用いており、「解凍」時期は未定としていた。その後、同年5月5日に広島のイベントひろしまフラワーフェスティバルに出演し、一時解凍。
- 2008年7月13日、静岡県の大井川町文化会館で行われた『八名信夫と悪役商会 〜こんなショーみたことない〜』に出演。凍結宣言から560日ぶりのことであった。
- 2009年10月11日、俳優活動を再開。同年11月6日のイベント出演（凍結から1065日ぶり）を経て、同年11月21日にキューサイ青汁の新CMを撮影、12月より放映された。
- 2010年1月1日、完全解凍（本格的な復帰）が発表された。
- 2011年、笑いヨガのインストラクター開始。
- 2011年2月23日、悪役商会を退団。
- 2011年3月3日、ひろしまイベント参加隊代表として、様々なイベントにスタッフとして受付や司会などで参加したりお客様として参加をする。悪役俳優という肩書きは残し、テレビ、映画、ラジオ、USTREAMなど　多方面で活動中。
- 2011年4月より、広島東洋カープを応援するカープ侍を演じる。
- 2012年4月より、厳島武将隊の毛利元就役を演じる。
- 2012年8月から10月まで、安芸ひろしま武将隊の 毛利元就役を演じる。
- 2013年3月より、アクティブ・ブレイン・セミナーのベーシックコース認定講師になる。
- 2013年4月14日、芸能活動20周年記念としてシングルCD「恋もよう」リリース。
- 2014年12月より、アクティブ・ブレイン・セミナーの夢実現コース認定講師。
- 2016年4月より、広島11チャンネルちゅぴCOM「ぶらり広島食べ歩き」にレギュラー出演中。
- 2017年4月より、RCCテレビ「ひろしま日常劇場 ご老公様 出番ですよ」レギュラー出演（悪者 役）。
- 2017年8月より、テレビ新広島「STU48のがんばりまSU!」レギュラー出演中（ナレーション）。

## 人物
- 『サラリーマン金太郎』『ショカツ』『純情きらり』ほか映画、テレビ、オリジナルビデオなどに多数出演している。また悪役だけでなく、釣り人や先生、刑事役もこなす。広島弁を用いた味のある演技が特徴。
- 当時、所属事務所の大先輩であった滝川健(現・滝川拳)が行った初ライブ『滝川健と仲間たち』（2006年）に、柴崎蛾王とともに駆けつけ、トークに参加したり、会場整理に当たるなどした。
- バラエティ番組では『めちゃ2イケてるッ!』（フジテレビ）で「しりとり侍」の野武士役や「岡女運動会」における藤本美貴の父親役として出演。また、『『ぷっ』すま』（テレビ朝日）では、ビビリ劇団の一人として出演している。詳細は下記参照。
- 玄人はだしのウェブサイト作成技術を持つ。下記の劇団ビビリ王の公式サイトも作成した。
- 日本プロ麻雀協会認定「初段」
- 日本笑いヨガ協会認定リーダー
- 広島ホームテレビ「イチオシ。」に鍋丸キャラクターとして出演。

### 『『ぷっ』すま』における活躍
テレビ朝日系バラエティ番組『『ぷっ』すま』では、通称「ビビリ劇団」の一人として出演した。そこで演じた役柄は、以下のように多岐にわたっていた。
- マフィア
- 下の階の住人
- ヤクザ多数
- 悪役俳優
- 誘拐犯
- 行司
- レフェリー
- 校長先生
- 釣り人
- カジノのマスター
- 容疑者
- 新郎の親族
- 海の家の客
- 海の家の親父
- テキ屋

## 主な出演

### テレビドラマ
- グッドモーニング（1994年、フジテレビ）
- 静かなるドン（1994年-1995年、日本テレビ）
- 氷の家族（2000年、TOKYO MX）
- ショカツ（2000年、関西テレビ）
- 渋谷系女子プロレス（2001年、テレビ朝日）
- ルーキー!（2001年、関西テレビ）
- サラリーマン金太郎3（2002年、TBS）
- ゴールデンボウル（2002年、日本テレビ）
- あなたの人生お運びします（2003年、TBS）
- ダイヤモンドガール（2003年、フジテレビ）
- 幸せになりたい!（2005年、TBS）
- NHK連続テレビ小説 純情きらり（2006年、NHK）
- 特命!刑事どん亀（2006年、TBS）
- 基町アパート〜ドキュメンタリードラマ（2013年8月24日、NHK）
- 浮気なストリッパー(2014年1月、RCCテレビ) 場内アナウンス
- 戦艦大和のカレイライス（2014年、NHK）
- for my life（TSS facebook）
- 流星ワゴン（2015年、TBS） - 借金主（30年前 鞆の浦）役
- 被爆70年特集ドラマ・赤レンガ（2015年12月16日、NHK広島放送局製作、NHK BSプレミアム）
- 花咲美食（2015年、TSS）
- この世界の片隅に（2018年、TBS）
- 恋とか愛とか（仮）（広島ホームテレビ 他）
  - Episode41 ｢破壊する女｣ - カナコの父 役（2019年）
  - Episode47 ｢ヤバい女｣ - 警備員 役（2021年）

ほか

### その他のテレビ
- テントdeセッション（NHK）
- 金曜かきこみTV（NHK）
- ダウンタウンのガキの使いやあらへんで!!（日本テレビ）
- 天才・たけしの元気が出るテレビ!!（日本テレビ）
- 峰竜太のホンの昼メシ前（日本テレビ）
- ティンティンTOWN!（日本テレビ）
- カミングダウト（日本テレビ）
- ルックルックこんにちは（日本テレビ）
- ウンナン世界征服宣言（日本テレビ）
- ろみひー（中京テレビ）
- アッコにおまかせ!（TBS）
- すれすれガレッジセール（TBS）
- 慎吾・玉緒・マチャミのトコトン探しまっせスペシャル（TBS）
- いい朝8時（毎日放送）
- 週刊パパたいむ（RCCテレビ）
- 森田一義アワー 笑っていいとも!（フジテレビ）
- めちゃ2イケてるッ!（フジテレビ）
- 奇跡体験!アンビリバボー（フジテレビ）
- ウォンテッド!!（フジテレビ）
- スターどっきり（秘）報告（フジテレビ）
- タモリのボキャブラ天国（フジテレビ）
- タモリ倶楽部（テレビ朝日）
- これがキャイ〜ンだろ!?（フジテレビ）
- 噂のどーなってるの?!（フジテレビ）
- エブナイ（フジテレビ）
- 笑う犬の情熱（フジテレビ）
- デリ!スマ（フジテレビ）
- SMAP×SMAP（関西テレビ・フジテレビ）
- さんまのナンでもダービー（テレビ朝日）
- ロンドンハーツ（テレビ朝日）
- 『ぷっ』すま（テレビ朝日）
- 極楽とんぼのとび蹴りゴッデス（テレビ朝日）
- さまぁ〜ずと優香の怪しい××貸しちゃうのかよ!!（テレビ朝日）
- シルシルミシル（テレビ朝日）
- ふるさと通信（広島ホームテレビ）
- 開運!なんでも鑑定団（テレビ東京）
- たけしの誰でもピカソ（テレビ東京）
- 所さん&おすぎの偉大なるトホホ人物伝（テレビ東京）
- Ya-Ya-yah（テレビ東京）
- 一文字弥太郎の「ツイつい生だし広島ラジオ」(USTREAM)
- ツイなまひろしま初で発!(USTREAM)
- 村上隆二の「ツイつい生だし熊本ラジオ」(USTREAM)
- ナマ＠広島アクティブリング(USTREAM)
- ヒミツのお仕事?（NHK）
- JAPANロッケフェスティバル（フジテレビ）
- 礒道和久の「かずらじ」(USTREAM)
- HOME Jステーション（広島ホームテレビ）
- 高級クラブ candy-愛(USTREAM)
- ひろしまジン大学(USTREAM)
- む〜む〜レジオ
- 今夜も乾杯!花club(USTREAM)
- ツイなま・ガッツ(USTREAM)
- ぐるあそ(広島ケーブルテレビ)
- ワラッキーラジオ(USTREAM)
- バンバンTV(USTREAM)
- kakitatsuの世界(USTREAM)
- Vesi Plesents 神戸発 元気情報発信!(USTREAM)
- ツイなまはつかいち(USTREAM)
- ふれチャンTV(ふれあいチャンネル)
- イチオシ。(広島ホームテレビ)
- 秘密のケンミンSHOW(読売テレビ)
- C-STUDIO(USTREAM)
- 元就(RCCテレビ)
- わがまま！気まま！夢気分(テレビ新広島)
- 駁の部屋(USTREAM)
- 悪役俳優 柿辰丸となかよく遊ぼうワイワイひろしま~じゃん(USTREAM)
- Miyukiにドレス♡(USTREAM)
- 安芸太田町ラジオ化計画（仮）Ust(USTREAM)
- さえチャン！佐伯区ソーシャルネットワーク(YouTube)
- おとな旅あるき旅(テレビ大阪)
- 金曜スペシャル「オリバー・ストーンと考えるヒロシマ」ストーン監督の声を担当(NHK)
- 今日感テレビ(九州毎日放送)
- 知りため！プラス(テレビ新広島)
- 満点ママ(テレビ新広島)
- ひろもり(NHK)
- テレ朝SMAPバラエティ部 スマシプ(テレビ朝日)
- 慎吾ちゃんの旅しるべ(テレビ新広島)
- ときどきMirai ＼(^o^) （USTREAM)
- ぶらり広島食べ歩き（ちゅピCOM）
- ひろしま ぶちうま。（ちゅピCOM）
- 行きたがリーノ(テレビ新広島)
- 広島市広報番組 ひろしま日常劇場 ご老公様 出番ですよ（2017年4月 - 2019年3月24日、RCCテレビ） - 悪者 役
- STU48のがんばりまSU!(2017年 - 2020年4月1日、テレビ新広島)  ナレーション
- ほろ酔い肴巡り広島(YouTube)
- MHL - Ryowa House Real Estate(YouTube)
- 水曜日のサコチャンネル（RCCテレビ）

ほか

### ラジオ
- 伊集院光 日曜日の秘密基地（TBSラジオ）
- ラジオドラマ「黒い天使」(熊本放送)
- はつかいちで逢いましょう(FMはつかいち)
- 広島スマイルパフェ(FMちゅーぴー)
- FMリクエストアワー(NHK-FM)
- あどRun太のRunRunランデヴー(FMはつかいち)
- 万貴音（まきね）のじゃんごりあん☆カンパニー(FMはつかいち)
- 京橋の杜ON FRAIDAY(RCCラジオ)
- 京橋の杜情報局(RCCラジオ)
- 金曜夕方 どぉ〜かいの(NHK)
- R-50(FMちゅーぴー)
- ソーシャルラジオ＠ゆーま！（FMはつかいち）
- 松ちゃん・大ちゃんのふくふくサタデー(RCCラジオ)
- 俊山真美のGOOD JOB（広島FM）

### CM
- 寅壱
- フマキラー
- フロントライン
- JAバンク
- キューサイ青汁
- Do!スポーツ
- シャンプー＆リンス
- グリコプリッツ
- 広島テレビ住宅展示場（2012年8月 - ） 野球の監督 役
  - 広島テレビ住宅展示場 (ダグアウト編1)「打ってこい!打って叩き込んでこい!」
  - 広島テレビ住宅展示場 (ダグアウト編2)「よし!打ってこい!打って見せてやれ」
  - 住宅宣言吉島 (代打編)「吉島はモノが違うんじゃ～、モノが!」
  - 東広島ハウジングフェア (サイン編)
  - 住宅宣言ふくやま (ホームラン編)「今日もキレがええのぉ～」
- 平和霊園
- RCC中古車展示場MEGA
- 日清食品「カップヌードル」熱湯コート園篇
- 荒谷商会
- 広島銀行
- マリホ水族館
- TOMIYA
- ゆめタウン・ゆめマート・ユアーズ店内呼び込み（土用の丑の日）音声

### 映画
- 起業士 天馬
- 夏休みの地図（2013年、QUOBO PICTURES）
- ラジオの恋（2015年、アークエンタテイメント）
- 浮気なストリッパー 劇場版（2015年、横川シネマ）
- シネマの天使（2015年、東京テアトル）
- 探偵ミタライの事件簿 星籠の海（2016年、東映）
- こいのわ～婚活クルージング～（2017年、角川映画）
- 鯉のはなシアター（2018年、時川英之監督）
- 彼女は夢で踊る（2019年7月15日広島先行公開 時川英之監督）
- 海の底からモナムール（2020年、ロナン・ジル監督）
- こちらあみ子（2022年、森井勇佑監督）
- とべない風船（2022年、宮川博至監督）
- シケモクとクズと花火と（2025年、山岸謙太郎監督）
- 抗う者たち（2025年、栗本健太郎監督）

### オリジナルビデオ
- 広域暴力団対捜査四課（2000年、東映ビデオ、早川喜貴監督）
- FAMILY（2001年、エクセレントフィルム、三池崇史監督）
- 極道烈伝 桜＜HANA＞と龍＜RYU＞（2001年、東映ビデオ、水谷俊之監督）

### ゲーム
- アーバンレイン(コナミ) ヒロ役の声

### PV
- カープ侍戦記
- おしい広島県
- イクボス広島2017
- 氣志團現象 — 愛 羅 武 勇
- 道の駅みはら神明の里
- 龍馬の生まれたまち記念館
- 積水ハウス

### CD
- 悪役俳優柿辰丸俳優生活20周年記念 「恋もよう」（2013年4月14日 PMCD-0001）作詞：山下ミカ、Shinsuke MORIMOTO/作曲・編曲・プロデュース：映画『BADBOYS』音楽担当Shinsuke MORIMOTO

### 舞台
- 「エーおせんにキャラメル」　内子座　他
- 「エーおせんにキャラメルII」　アステールプラザ 他
- 「エーおせんにキャラメルIII」　東京芸術劇場 他
- 「婆ちゃん」　岡山市民会館
- 「夢見る赤い靴」　ひろしまフラワーフェスティバル
- 「煙が目にしみる」　アステールプラザ
- 「流れる雲よ」　アステールプラザ
- 「赤魂」　広島県民文化センター

### LIVE
- あなたを映画の世界へ連れて行きます　LIVE Cafe Jive

### 講師
- アクティブ・ブレイン・セミナーベーシックコース認定講師
- アクティブ・ブレイン・セミナー夢実現コースコース認定講師
- アクティブミックス　イメージを使って感動を伝えるスピーチ講座講師
- タイムマネジメント講師
- 基金訓練講師「あなたも悪役になれますか？」
- おひさま笑いヨガクラブ
- 高陽ひだまり笑いヨガ
- 「夢現大学」講師
- 「ひろしまジン大学」講師
- 「広島演劇大学」講師（中国新聞カルチャースクール）
- 「殺陣刀道」講師（RCCカルチャースクール）
- 「脳トレ」講師（RCCカルチャースクール）
- 「朗読教室」講師（RCCカルチャースクール）

### 経済紙
- 広島経済レポート
- 経済レポート

### 新聞
- 中国新聞「でるた」
- 朝日新聞「すこやか道」
- 中国新聞「殺陣刀道」
- 広島経済新聞

### フリーペーパー
- らしっく

### イベント
- フラワーフェスティバル2007
- アートカーニバル2011
- 世界笑いの日
- コスカレード鯉城
- ちっぽけなうた〜届け！わしらの想い〜
- 継ぎの輪祭り
- Laughter Chain
- 縮景園子供の日イベント
- リーガロイヤルホテル広島サマーフェスティバル
- ゆうゆう祭り
- HeadQuarter1周年パーティー
- ひろしまフードフェスティバル2012
- 力丸てつや トークショー
- ひろしま菓子博2013
- 笑いヨガ＆落語で楽しみまSHOW
- アースディひろしま
- 柿武を探せ！
- 第2回 万田健康まつり
- 広島熱狂ビアガーデンプロレス
- 西条酒まつり
- 宮島侍 マリーナホップの陣
- 宮島侍オフ会
- HeadQuarter2周年パーティー
- 講演会「脳の活性化のすすめ」
- ライオンズクラブ イベント
- 柿辰丸の記憶力パフォーマンス
- ひろしまジン大学 授業
- 悪役面＆妖艶面新年会
- 朗読&ライブin尼崎ふらいぱん
- 高杉晋作銅像建立式典
- 新曲「きみだけのミライ」発表
- 音楽ってコーダろう！？vol.3
- アースディひろしま2014
- ペチャクチャナイト広島vol.8
- 音楽ってコウだろう
- ロハスフェスタin広島wihひろしま満点ママ！！
- ひろコン！謎解きコンクルーズ 亡霊船からの脱出
- 備後東城お通り
- 第4回居酒屋大サーカス